# ISO 21001

Infographic comparing ISO 21001:2018 and ISO 21001:2025. Created by ISO21001.us

La ISO 21001 es una norma internacional publicada por la ISO que establece los requisitos para un Sistema de Gestión para Organizaciones Educativas (SGOE). Su finalidad es mejorar los procesos formativos y garantizar una educación de calidad centrada en los estudiantes y otros beneficiarios.
Fue publicada originalmente en 2018, y en el año 2025 fue reemplazada oficialmente por una nueva versión que incorpora actualizaciones orientadas a mejorar la eficacia educativa, el enfoque en resultados y la inclusión.

## Alcance y aplicabilidad
La norma puede ser implementada por cualquier organización que proporcione servicios educativos, sin importar su tamaño, tipo o método de entrega. Esto incluye:
- Instituciones de educación básica, técnica y superior
- Escuelas especiales o de educación inclusiva
- Centros de formación virtual o híbrida
- Organizaciones que ofrecen capacitación corporativa o profesional

ISO 21001 es compatible con otras normas ISO gracias a su estructura de alto nivel (HLS), como ocurre con ISO 9001.

## Estructura de la norma
La norma está dividida en diez capítulos principales que cubren:
1. Contexto de la organización  
2. Liderazgo  
3. Planificación  
4. Apoyo  
5. Operación  
6. Evaluación del desempeño  
7. Mejora continua  
Además, incluye anexos con directrices y recomendaciones prácticas.

## Cambios clave en la versión 2025
La versión 2025 presenta avances significativos frente a su antecesora de 2018:
- Introduce mejores indicadores de impacto formativo
- Refuerza el enfoque centrado en el estudiante
- Promueve la accesibilidad, la inclusión y la equidad educativa
- Mejora la integración de la planificación estratégica con la evaluación del aprendizaje
- Incorpora herramientas digitales y tecnologías educativas

## Certificación
La certificación bajo ISO 21001 es voluntaria y puede obtenerse mediante una auditoría realizada por una entidad acreditada. Aporta beneficios como:
- Mayor confianza de las partes interesadas (estudiantes, padres, gobiernos)
- Mejora continua de los procesos pedagógicos y administrativos
- Alineación con los Objetivos de Desarrollo Sostenible, en particular el ODS 4 (Educación de calidad)